# Stato da Màr
Stato da Màr (doslova „Mořský stát“) nebo Domini da Mar („Mořské panství“) jsou názvy pro všechny zámořské kolonie ovládané Benátskou republikou. Opakem tohoto svazku bylo tzv. Domini de Terraferma nebo Stato da Tera (doslova „Pevninské panství“, „Pevninský stát“), který zahrnoval území republiky na pevnině, tj. samotné Benátky s jeho okolím a Furlansko. Až do konce 18. století byl benátský stát významnou námořní mocností, která zajišťovala především obchod mezi Evropou a Blízkým Východem. Na vrcholu své moci ovládaly Benátky kromě svého okolí také Istrii, Dalmácii (část Chorvatska), části dnešní Albánie, Krétu, část řeckého pobřeží (včetně výsep na Peloponnésu), Kypr a další opěrné body a ostrovy ve Středomoří a Černomoří. Za dobu vzniku benátské koloniální říše se považuje konec 10. století, kdy Benátčané zvítězili nad slovanskými Narentiny v Dalmácii, kteří se živili pirátstvím v Jadranském moře. Konec říše představoval rok 1797, kdy Benátky obsadil Napoleon Bonaparte.

## Seznam zámořských panství a kolonií
- Istrie (10. stol.–1797)
- Benátská Dalmácie (1000–1797)
- Kandia (1205–1667)
- Raguská republika (1205–1358)
- Vévodství Naxos (1207–1579)
- Korfu (1207–1214, 1386–1797)
- Negropont (1209–1470)
- Jónské ostrovy (1363–1797)
- Černá Hora (1396–1479)
- Drač (1391–1501)
- Sedm obcí (1405–1792)
- Soluňské království (1423–1430)
- Benátská Albánie (1420–1797)
- Poljičská republika (1444–1797)
- Kypr (1489–1571)
- Morea (1688–1715)